# Čerdyň
Čerdyň (rusky Че́рдынь, komijsky Чердін) je město v Rusku, správní centrum Čerdyňského rajónu v Permském kraji. Leží na pravém břehu řeky Kolvy.
Je jedním z nejstarších sídel na Urale, první písemná zmínka pochází z roku 1451, městem je od roku 1535. Od roku 2002 je zapsána v seznamu historických měst Ruské federace. Nejbližší železniční stanice v Solikamsku je vzdálena 102 km, správní centrum Permského kraje Perm leží 308 km daleko.

## Původ názvu
Název města pochází, podle hypotézy předložené  A. S. Gantmanem, od dvou komipermjackých slov: чер – přítok a дын – ústí – tím se myslí osídlení vzniklé při ústí potoka.
Podle jiné verze, název sídlu dala malá říčka, nacházející se na severní straně města, která se před příchodem Rusů byla nazývána Чер, a sídliště, která se nachází v jejím ústí, se jmenovalo Чердын (дын v tomto případě překládá z komipermjačtiny jako místo kolem něčeho). Moderní jméno říčky – Čerdynka – je druhotné, odvozené z názvu města.

## Osobnosti
S Čerdyní jsou spojeny životy významných spisovatelů: Saltykova-Ščedrina, Mamin-Sibirjaka, L. Južanikova, S. Ju. Volodiny. Byla místem prvního vyhnanství Osipa Mandelštama, který zde pobýval s manželkou Naděždou.